# Auguste Louis Marie de Gibon
Auguste Louis Marie de Gibon est un homme politique français né le 6 septembre 1786 à Redon (Ille-et-Vilaine) et décédé le 18 avril 1850 à Redon.

## Biographie
Auguste Louis Marie de Gibon est le fils de  Hyacinthe de Gibon, comte de Kérisouet, lieutenant général des armées, et de Françoise Le Bonhomme, dame de Tressé.
Capitaine d'infanterie, il est maire de Redon, conseiller d'arrondissement puis conseiller général. Membre du conseil général de l'Agriculture, il est chargé du dépôt des étalons. Il est élu député d'Ille-et-Vilaine le 23 juin 1830, mais démissionne au mois d'août, refusant de prêter serment à la Monarchie de Juillet. 
Il avait épousé Amélie Fournier d'Allérac. Leur fille Marie-Thérèse de Gibon (…-1894), épouse à Redon le comte Frédéric de Pioger.

## Sources
- « Auguste Louis Marie de Gibon », dans Adolphe Robert et Gaston Cougny, Dictionnaire des parlementaires français, Edgar Bourloton, 1889-1891 [détail de l’édition]